# The Empress
The Empress, chiamato ufficialmente Fairmont Empress, è un hotel situato al 721 Government Street di Victoria, nella British Columbia, in Canada.

## Descrizione
Si trova nel centro di Victoria, di fronte al porto interno della città. L'hotel è stato progettato da Francis Rattenbury ed è stato costruito dalla Canadian Pacific Hotels, una divisione della Canadian Pacific Railway. L'hotel è attualmente gestito dalla Fairmont Hotels and Resorts.
Costruita tra il 1904 e il 1908, è stato inaugurato il 20 gennaio 1908, l'edificio in stile Châteauesque è considerato uno dei grandi hotel ferroviari del Canada. Dalla sua apertura, l'hotel ha subito due espansioni, la prima dal 1910 al 1912, e una seconda nel 1928. L'edificio è stato designato come sito storico nazionale del Canada il 15 gennaio 1981. L'hotel ha subito un significativo restauro tra il 2015 e il 2017 al costo di 60 milioni.